# Wysoka Ławka
Wysoka Ławka (słow. Vysoká lávka) – wąska przełęcz położona na wysokości ok. 2305 m n.p.m., znajdująca się w Grani Soliska w słowackich Tatrach Wysokich. Oddziela ona Małe Solisko od Furkotnego Soliska. Podobnie jak na sąsiadujące obiekty, i na nią nie prowadzą żadne znakowane szlaki turystyczne, jest dostępna jedynie dla taterników, dla których stanowi dogodny punkt dostępowy do okolicznych wierzchołków.

## Historia
Pierwsze wejścia turystyczne:
- Günter Oskar Dyhrenfurth i Hermann Rumpelt, 3 czerwca 1906 r. – letnie, przy przejściu granią,
- Gyula Hefty i Lajos Rokfalusy, 25 marca 1913 r. – zimowe, przy przejściu granią[2].